# بیلاخووا
بیلاخووا (به صربی: Bjelahova) یک منطقهٔ مسکونی در صربستان است که در پریژپولجه واقع شده‌است. بیلاخووا ۸۲ نفر جمعیت دارد.